# 24 ق هـ
24 ق هـ هي السنة الرابعة والعشرون السابقة للهجرة النبوية، وهي توافق ما بين سنتي 598 و599 حسب التقويم الميلادي، أي أنها بدأت في سنة 598م وانتهت في سنة 599م.